# Chýnov
Chýnov (in tedesco Chejnow) è una città della Repubblica Ceca facente parte del distretto di Tábor, in Boemia Meridionale.